# Егиндыколь (Акмолинская область)
Егиндыколь (каз. Егіндікөл, до 1999 г. — Краснознаменское) — село в Акмолинской области Казахстана, административный центр Егиндыкольского района. Образует административно-территориальную единицу «Село Егиндыколь».
- Код КАТО — 114430100[4].
- Код КАТО административной единицы — 114430000[5].

Основано в 1930 году.

## География
Село находится на расстоянии 180 км от Астаны и в 350 км к юго-востоку от областного центра — города Кокшетау.

## Население
В 1989 году население села составляло 4052 человека (из них русских 34 %, казахов 32 %).
В 1999 году население села составляло 3522 человека (1836 мужчин и 1686 женщин). На начало 2019 года в селе проживало 2976 человек (1458 мужчин и 1518 женщин).
| Численность населения | Численность населения | Численность населения | Численность населения |
| 1989                  | 1999                  | 2009                  | 2019                  |
| --------------------- | --------------------- | --------------------- | --------------------- |
| 4052                  | ↘3522                 | ↘3285                 | ↘2976                 |

## Транспорт
Егиндыколь связан автомобильными грейдерными дорогами со всеми 13 населёнными пунктами района, с селом Коргальджино и селом Ладыжинка; асфальтированной трассой — с городами Астана и Кокшетау.
Ближайшая железнодорожная станция — Жалтыр в 90 км.
Связь с населёнными пунктами района, городами Астана и Кокшетау осуществляется автомобильным транспортом.